# Ancien téléphérique de Namur
Le téléphérique de Namur était un moyen de transport touristique qui reliait le bas de la citadelle de Namur (place du pied du Château) au Belvédère, le long du flanc mosan de la citadelle. Construit en 1956 et ouvert le 31 mars 1957, il est fermé le 25 mars 1997 pour raison de sécurité : un rocher de 53 tonnes risquait de se décrocher. En 2002, un incendie criminel a détruit la gare inférieure.
Une légende urbaine prétend que les câbles du téléphérique de Namur seraient ceux utilisés par le téléphérique de l'Expo 58, ce qui est impossible étant donné les dates de construction respectives ,. 

## Nouveau projet

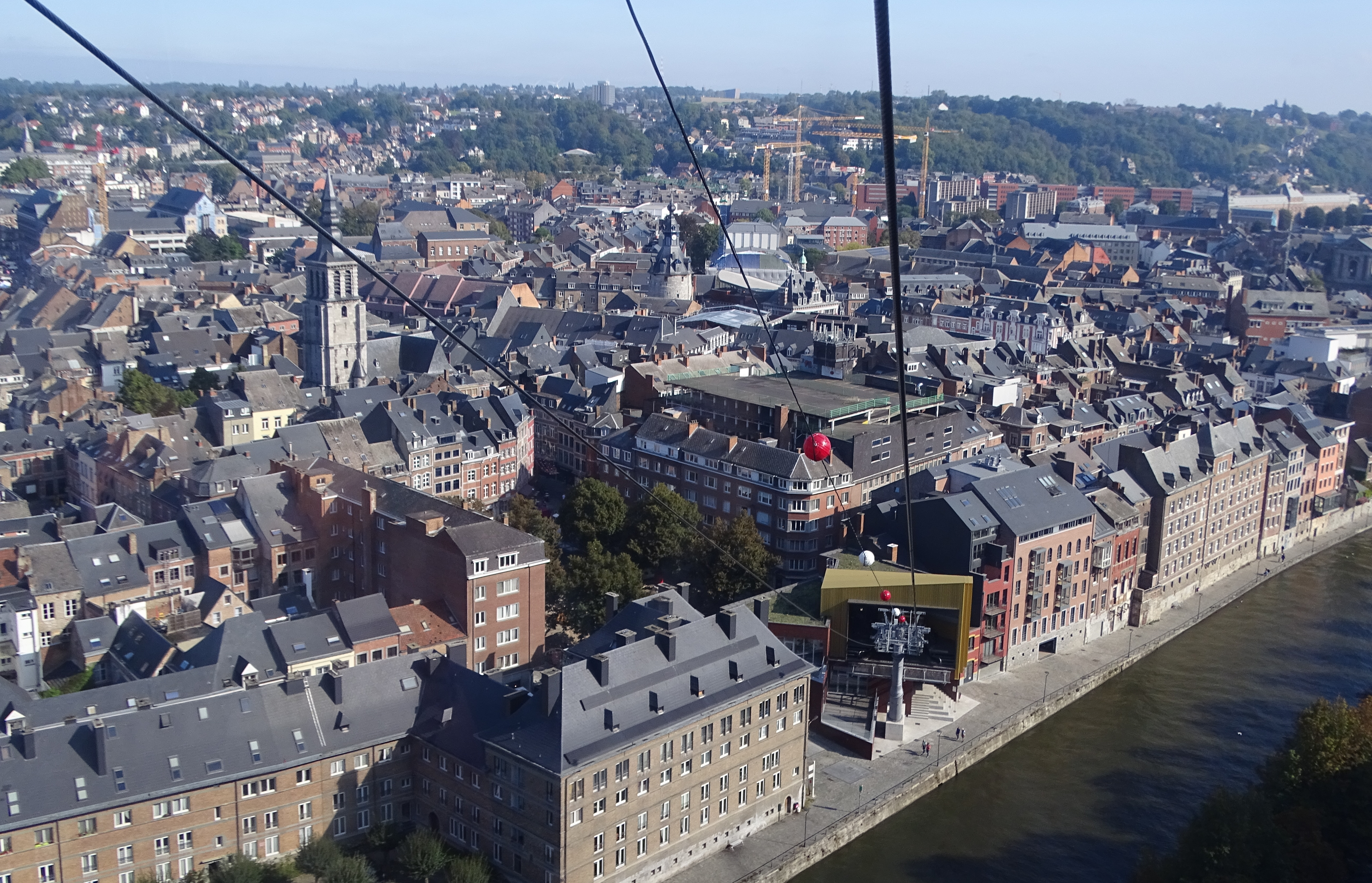
La station aval du nouveau téléphérique, en septembre 2021.

Un nouveau téléphérique est réalisé à partir de 2020. Un tracé différent est proposé : en trois minutes, le téléphérique part de la place Maurice-Servais et enjambe la Sambre avant d'aboutir au sommet de la citadelle, au bout de l'esplanade. Ce tracé tient compte de la présence de nombreux souterrains et des arbres présents sur le site de la citadelle. Il est inauguré le 8 mai 2021.